# Cyclopis
Cyclopis là một chi bướm đêm thuộc họ Erebidae.